# Vermont kormányzóinak listája
Ez a lista az Amerikai Egyesült Államok Vermont államának kormányzóit sorolja föl. Vermont az Amerikai Egyesült Államok 14. tagállama. Az északkeleti, Új-Anglia néven ismert régióhoz tartozik. Szárazföldi területe alapján a 43., teljes területe alapján a 45. legnagyobb, népessége 621 270, ezzel a második legkisebb népességű állam (Wyoming után). Az egyetlen új-angliai állam, melynek nincs atlanti partvonala. Nyugati részén az észak-déli vonulatú Zöld-hegység található, északnyugaton a Champlain-tó, ami a nyugati határának felét képezi. Délről Massachusetts, keletről New Hampshire, nyugatról New York, északról a kanadai Québec határolja.
Az eredetileg abnaki és irokéz indiánok lakta területet, amit ma Vermontként ismerünk, a franciák fedezték fel 1609-ben, majd miután egy indiánokkal folytatott háborút (1756-1763) elveszítettek, a gyarmat a britek kezébe került. Sok éven át a környező gyarmatok, különösen New Hampshire és New York nagy hatást gyakoroltak Vermontra. A Függetlenségi háború során kikiáltották a Vermonti Köztársaságot, ami tizennégy évig létezett. Vermont egyike annak az öt amerikai államnak (a többi négy Texas, Hawaii, New Hampshire és egy ideig Kalifornia), amelyek önálló kormányzattal rendelkeztek. 1791-ben tizennegyedikként csatlakozott az Egyesült Államokhoz, egyben elsőként a tizenhárom gyarmaton kívül.
A kormányzót két évre választják, és nincsen korlátozva az újraválasztások száma.
Jelenleg a 82. kormányzó, a Republikánus Párthoz tartozó Phillip Scott tölti be a tisztséget 2017. január 5. óta. A kormányzóhelyettes a Demokrata Párthoz tartozó Molly Gray.

## Párthovatartozás
| Párt                   | Kormányzók |
| ---------------------- | ---------- |
| Demokrata              | 6          |
| Republikánus           | 55         |
| Demokrata-Republikánus | 6          |
| Whig                   | 10         |
| Jackson-ellenes        | 2          |
| Független              | 1          |

## Az Vermonti Köztársaság kormányzói
| # | Kép                            | Kormányzó         | Hivatali idő kezdete | Hivatali idő vége | Párt | Helyettes                | Helyettes |
| - | ------------------------------ | ----------------- | -------------------- | ----------------- | ---- | ------------------------ | --------- |
| 1 |                                | Thomas Chittenden | 1778                 | 1789              | FÜGG | Joseph Marsh (1778–1779) | FÜGG      |
| 1 | Benjamin Carpenter (1779–1781) | Thomas Chittenden | 1778                 | 1789              | FÜGG | FÜGG                     |           |
| 1 | Elisha Payne (1781–1782)       | Thomas Chittenden | 1778                 | 1789              | FÜGG | FÜGG                     |           |
| 1 | Paul Spooner (1782–1787)       | Thomas Chittenden | 1778                 | 1789              | FÜGG | FÜGG                     |           |
| 1 | Joseph Marsh (1787–1790)       | Thomas Chittenden | 1778                 | 1789              | FÜGG | FÜGG                     |           |
| 2 | Joseph Marsh (1787–1790)       |                   | Moses Robinson       | 1789              | 1790 | FÜGG                     | FÜGG      |
| 3 |                                | Thomas Chittenden | 1790                 | 1791              | FÜGG | Peter Olcott (1790–1794) | FÜGG      |

## Vermont szövetségi állam kormányzói
| Vermont kormányzóinak listája                                                                                           | Vermont kormányzóinak listája                                                                                           | Vermont kormányzóinak listája                                                                                           | Vermont kormányzóinak listája                                                                                           | Vermont kormányzóinak listája                                                                                           | Vermont kormányzóinak listája                                                                                           | Vermont kormányzóinak listája                                                                                           | Vermont kormányzóinak listája                                                                                           | Vermont kormányzóinak listája                                                                                           |
| Demokrata-Republikánus Föderalista Jackson-ellenes Whig Párt Demokrata Párt Republikánus Párt Vermonti Progresszív Párt | Demokrata-Republikánus Föderalista Jackson-ellenes Whig Párt Demokrata Párt Republikánus Párt Vermonti Progresszív Párt | Demokrata-Republikánus Föderalista Jackson-ellenes Whig Párt Demokrata Párt Republikánus Párt Vermonti Progresszív Párt | Demokrata-Republikánus Föderalista Jackson-ellenes Whig Párt Demokrata Párt Republikánus Párt Vermonti Progresszív Párt | Demokrata-Republikánus Föderalista Jackson-ellenes Whig Párt Demokrata Párt Republikánus Párt Vermonti Progresszív Párt | Demokrata-Republikánus Föderalista Jackson-ellenes Whig Párt Demokrata Párt Republikánus Párt Vermonti Progresszív Párt | Demokrata-Republikánus Föderalista Jackson-ellenes Whig Párt Demokrata Párt Republikánus Párt Vermonti Progresszív Párt | Demokrata-Republikánus Föderalista Jackson-ellenes Whig Párt Demokrata Párt Republikánus Párt Vermonti Progresszív Párt | Demokrata-Republikánus Föderalista Jackson-ellenes Whig Párt Demokrata Párt Republikánus Párt Vermonti Progresszív Párt |
| # | Kép | Kormányzó | Hivatali idő kezdete | Hivatali idő vége | Párt | Egyéb választott (szövetségi) tisztségei                                                                                | Helyettes | Helyettes |
| --- | --- | --- | --- | --- | --- | --- | --- | --- |
| 1 | | Thomas Chittenden | 1790. október 20. | 1797. augusztus 25. | FÜGG | | Peter Olcott (1790–1794)                                                                                                | FÜGG |
| 1 | Jonathan Hunt (1794-1796)                                                                                               | Thomas Chittenden | 1790. október 20. | 1797. augusztus 25. | FÜGG | FÜGG | | |
| 1 | Paul Brigham (1796–1813)                                                                                                | Thomas Chittenden | 1790. október 20. | 1797. augusztus 25. | FÜGG | | | |
| 2 | | Paul Brigham | 1797. augusztus 25. | 1797. október 16. | | | | |
| 3 | | Isaac Tichenor | 1797. október 16. | 1807. október 9. | | Az Egyesült Államok szenátusának tagja (1796–1797; 1815–1821)                                                           | | |
| 4 | | Israel Smith | 1807. október 9. | 1808. október 14. | | Az Egyesült Államok képviselőházának tagja (1791–1797; 1801–1803) Az Egyesült Államok szenátusának tagja (1803–1807)    | | |
| 5 | | Isaac Tichenor | 1808. október 14. | 1809. október 14. | | Az Egyesült Államok szenátusának tagja (1796–1797; 1815–1821)                                                           | | |
| 6 | | Jonas Galusha | 1809. október 14. | 1813. október 23. | | | | |
| 7 | | Martin Chittenden | 1813. október 23. | 1815. október 14. | | Az Egyesült Államok képviselőházának tagja (1803–1813)                                                                  | William Chamberlain | |
| 8 | | Jonas Galusha | 1815. október 14. | 1820. október 23. | | | Paul Brigham | |
| 9 | | Richard Skinner | 1820. október 23. | 1823. október 10. | | Az Egyesült Államok képviselőházának tagja (1813–1815)                                                                  | William Cahoon (1820–1822)                                                                                              | |
| 9 | Aaron Leland (1822–1827)                                                                                                | Richard Skinner | 1820. október 23. | 1823. október 10. | | Az Egyesült Államok képviselőházának tagja (1813–1815)                                                                  | | |
| 10 | | Cornelius P. Van Ness                                                                                                   | 1823. október 10. | 1826. október 13. | | Az Egyesült Államokat képviselő miniszter Spanyolországban (1829–1836)                                                  | | |
| 11 | | Ezra Butler | 1826. október 13. | 1828. október 10. | [ 11 ] | Az Egyesült Államok képviselőházának tagja (1813–1815)                                                                  | | |
| 11 | Henry Olin (1827–1830)                                                                                                  | Ezra Butler | 1826. október 13. | 1828. október 10. | [ 11 ] | Az Egyesült Államok képviselőházának tagja (1813–1815)                                                                  | | |
| 12 | | Samuel C. Crafts | 1828. október 10. | 1831. október 18. | [ 13 ] | Az Egyesült Államok képviselőházának tagja (1817–1825) Az Egyesült Államok szenátusának tagja (1842–1843)               | | |
| 12 | Mark Richards (1830–1831)                                                                                               | Samuel C. Crafts | 1828. október 10. | 1831. október 18. | [ 13 ] | Az Egyesült Államok képviselőházának tagja (1817–1825) Az Egyesült Államok szenátusának tagja (1842–1843)               | | |
| 13 | | William A. Palmer | 1831. október 18. | 1835. november 2. | [ 15 ] | Az Egyesült Államok szenátusának tagja (1818–1825)                                                                      | Lebbeus Egerton | |
| 14 | | Silas H. Jenison | 1835. november 2. | 1841. október 15. | | | Silas H. Jennison (1835–1836)                                                                                           | |
| 14 | David M. Camp (1836–1841)                                                                                               | Silas H. Jenison | 1835. november 2. | 1841. október 15. | | | | |
| 15 | | Charles Paine | 1841. október 15. | 1843. október 13. | | | Waitstill R. Ranney | |
| 16 | | John Mattocks | 1843. október 13. | 1844. október 11. | | Az Egyesült Államok képviselőházának tagja (1821–1823; 1825–1827; 1841–1843)                                            | Horace Eaton (1843–1846)                                                                                                | |
| 17 | | William Slade | 1844. október 11. | 1846. október 9. | | Az Egyesült Államok képviselőházának tagja (1831–1843)                                                                  | Horace Eaton (1843–1846)                                                                                                | |
| 18 | | Horace Eaton | 1846. október 9. | 1848. október 1. | | | Leonard Sargeant | |
| 19 | | Carlos Coolidge | 1848. október 1. | 1850. október 11. | | | Robert Pierpoint | |
| 20 | | Charles K. Williams | 1850. október 11. | 1852. október 1. | | | Julius Converse | |
| 21 | | Erastus Fairbanks | 1852. október 1. | 1853. október 1. | | | William C. Kittredge | |
| 22 | | John S. Robinson | 1853. október 1. | 1854. október 13. | | | Jefferson P. Kidder | |
| 23 | | Stephen Royce | 1854. október 13. | 1856. október 10. | | | Ryland Fletcher | |
| 23 | | Stephen Royce | 1854. október 13. | 1856. október 10. | | | Ryland Fletcher | |
| 24 | | Ryland Fletcher | 1856. október 10. | 1858. október 10. | | | James M. Slade | |
| 25 | | Hiland Hall | 1858. október 10. | 1860. október 12. | | Az Egyesült Államok képviselőházának tagja (1833–1843)                                                                  | Burnham Martin | |
| 26 | | Erastus Fairbanks | 1860. október 12. | 1861. október 11. | | | Levi Underwood (1860-1862)                                                                                              | |
| 27 | | Frederick Holbrook | 1861. október 11. | 1863. október 9. | | | Levi Underwood (1860-1862)                                                                                              | |
| 27 | Paul Dillingham (1862-1865)                                                                                             | Frederick Holbrook | 1861. október 11. | 1863. október 9. | | | | |
| 28 | | J. Gregory Smith | 1863. október 9. | 1865. október 13. | | | | |
| 29 | | Paul Dillingham | 1865. október 13. | 1867. október 13. | | Az Egyesült Államok képviselőházának tagja (1843–1847)                                                                  | Abraham B. Gardner | |
| 30 | | John B. Page | 1867. október 13. | 1869. október 15. | | | Stephen Thomas | |
| 31 | | Peter T. Washburn | 1869. október 15. | 1870. február 7. | | | George W. Hendee | |
| 32 | | George W. Hendee | 1870. február 7. | 1870. október 6. | | Az Egyesült Államok képviselőházának tagja (1873–1879)                                                                  | George N. Dale | |
| 33 | | John W. Stewart | 1870. október 6. | 1872. október 3. | | Az Egyesült Államok képviselőházának tagja (1883–1891) Az Egyesült Államok szenátusának tagja (1908)                    | George N. Dale | |
| 34 | | Julius Converse | 1872. október 3. | 1874. október 8. | | | Russell S. Taft | |
| 35 | | Asahel Peck | 1874. október 8. | 1876. október 5. | | | Lyman G. Hinckley | |
| 36 | | Horace Fairbanks | 1876. október 5. | 1878. október 3. | | | Redfield Proctor | |
| 37 | | Redfield Proctor | 1878. október 3. | 1880. október 8. | | Az Egyesült Államok háborús államtitkára (1889–1891) Az Egyesült Államok szenátusának tagja (1891–1908)                 | Eben Pomeroy Colton | |
| 38 | | Roswell Farnham | 1880. október 8. | 1882. október 5. | | | John L. Barstow | |
| 39 | | John L. Barstow | 1882. október 5. | 1884. október 2. | | | Samuel E. Pingree | |
| 40 | | Samuel E. Pingree | 1884. október 2. | 1886. október 7. | | | Ebenezer J. Ormsbee | |
| 41 | | Ebenezer J. Ormsbee | 1886. október 7. | 1888. október 4. | | | Levi K. Fuller | |
| 42 | | William P. Dillingham                                                                                                   | 1888. október 4. | 1890. október 2. | | Az Egyesült Államok szenátusának tagja (1900–1923)                                                                      | Urban A. Woodbury | |
| 43 | | Carroll S. Page | 1890. október 2. | 1892. október 6. | | Az Egyesült Államok szenátusának tagja (1908–1923)                                                                      | Henry A. Fletcher | |
| 44 | | Levi K. Fuller | 1892. október 6. | 1894. október 4. | | | F. Stewart Stranahan | |
| 45 | | Urban A. Woodbury | 1894. október 4. | 1896. október 8. | | | Zophar M. Mansur | |
| 46 | | Josiah Grout | 1896. október 8. | 1898. október 6. | | | Nelson W. Fisk | |
| 47 | | Edward C. Smith | 1898. október 6. | 1900. október 4. | | | Henry C. Bates | |
| 48 | | William W. Stickney | 1900. október 4. | 1902. október 3. | | | Martin F. Allen | |
| 49 | | John G. McCullough | 1902. október 3. | 1904. október 6. | | | Zed S. Stanton | |
| 50 | | Charles J. Bell | 1904. október 6. | 1906. október 4. | | | Charles H. Stearns | |
| 51 | | Fletcher D. Proctor | 1906. október 4. | 1908. október 8. | | | George H. Prouty | |
| 52 | | George H. Prouty | 1908. október 8. | 1910. október 5. | | | John A. Mead | |
| 53 | | John A. Mead | 1910. október 5. | 1912. október 3. | | | Leighton P. Slack | |
| 54 | | Allen M. Fletcher | 1912. október 3. | 1915. január 7. | | | Frank E. Howe | |
| 55 | | Charles W. Gates | 1915. január 7. | 1917. január 4. | | | Hale K. Darling | |
| 56 | | Horace F. Graham | 1917. január 4. | 1919. január 9. | | | Roger W. Hulburd | |
| 57 | | Percival W. Clement | 1919. január 9. | 1921. január 6. | | | Mason S. Stone | |
| 58 | | James Hartness | 1921. január 6. | 1923. január 4. | | | Abram W. Foote | |
| 59 | | Redfield Proctor, Jr.                                                                                                   | 1923. január 4. | 1925. január 8. | | | Franklin S. Billings | |
| 60 | | Franklin S. Billings | 1925. január 8. | 1927. január 6. | | | Walter K. Farnsworth | |
| 61 | | John E. Weeks | 1927. január 6. | 1931. január 8. | | Az Egyesült Államok képviselőházának tagja (1931–1933)                                                                  | Hollister Jackson (1927)                                                                                                | |
| 61 | Széküresedés | John E. Weeks | 1927. január 6. | 1931. január 8. | | Az Egyesült Államok képviselőházának tagja (1931–1933)                                                                  | | |
| 61 | Stanley C. Wilson (1929-1931)                                                                                           | John E. Weeks | 1927. január 6. | 1931. január 8. | | Az Egyesült Államok képviselőházának tagja (1931–1933)                                                                  | | |
| 62 | | Stanley C. Wilson | 1931. január 8. | 1935. január 10. | | | Benjamin Williams (1931–1933)                                                                                           | |
| 62 | Charles M. Smith (1933–1935)                                                                                            | Stanley C. Wilson | 1931. január 8. | 1935. január 10. | | | | |
| 63 | | Charles M. Smith | 1935. január 10. | 1937. január 7. | | | George D. Aiken | |
| 64 | | George D. Aiken | 1937. január 7. | 1941. január 9. | | Az Egyesült Államok szenátusának tagja (1941–1975)                                                                      | William Henry Wills | |
| 65 | | William Henry Wills | 1941. január 9. | 1945. január 4. | | | Mortimer R. Proctor | |
| 66 | | Mortimer R. Proctor | 1945. január 4. | 1947. január 9. | | | Lee E. Emerson (1945–1949)                                                                                              | |
| 67 | | Ernest W. Gibson, Jr.                                                                                                   | 1947. január 9. | 1950. január 16. | | Az Egyesült Államok szenátusának tagja (1940–1941)                                                                      | Lee E. Emerson (1945–1949)                                                                                              | |
| 67 | Harold J. Arthur (1949–1950)                                                                                            | Ernest W. Gibson, Jr.                                                                                                   | 1947. január 9. | 1950. január 16. | | Az Egyesült Államok szenátusának tagja (1940–1941)                                                                      | | |
| 68 | | Harold J. Arthur | 1950. január 16. | 1951. január 4. | | | Széküresedés | Széküresedés |
| 69 | | Lee E. Emerson | 1951. január 4. | 1955. január 16. | | | Joseph B. Johnson (1951–1955)                                                                                           | |
| 70 | | Joseph B. Johnson | 1955. január 16. | 1959. január 8. | | | Consuelo N. Bailey (1955–1957)                                                                                          | |
| 70 | Robert T. Stafford (1957–1959)                                                                                          | Joseph B. Johnson | 1955. január 16. | 1959. január 8. | | | | |
| 71 | | Robert T. Stafford | 1959. január 8. | 1961. január 5. | | Az Egyesült Államok képviselőházának tagja (1961–1971) Az Egyesült Államok szenátusának tagja (1971–1989)               | Robert S. Babcock | |
| 72 | | F. Ray Keyser, Jr. | 1961. január 5. | 1963. január 10. | | | Ralph A. Foote (1961–1965)                                                                                              | |
| 73 | | Philip H. Hoff | 1963. január 10. | 1969. január 9. | | | Ralph A. Foote (1961–1965)                                                                                              | |
| 73 | John J. Daley (1965–1969)                                                                                               | Philip H. Hoff | 1963. január 10. | 1969. január 9. | | | | |
| 74 | | Deane C. Davis | 1969. január 9. | 1973. január 4. | | | Thomas L. Hayes (1969–1971)                                                                                             | |
| 74 | John S. Burgess (1971–1975)                                                                                             | Deane C. Davis | 1969. január 9. | 1973. január 4. | | | | |
| 75 | | Thomas P. Salmon | 1973. január 4. | 1977. január 6. | | | | |
| 75 | Brian D. Burns (1975–1977)                                                                                              | Thomas P. Salmon | 1973. január 4. | 1977. január 6. | | | | |
| 76 | | Richard A. Snelling | 1977. január 6. | 1985. január 10. | | | T. Garry Buckley (1977–1979)                                                                                            | |
| 76 | Madeleine M. Kunin (1979–1983)                                                                                          | Richard A. Snelling | 1977. január 6. | 1985. január 10. | | | | |
| 76 | Peter P. Smith (1983–1987)                                                                                              | Richard A. Snelling | 1977. január 6. | 1985. január 10. | | | | |
| 77 | | Madeleine M. Kunin | 1985. január 10. | 1991. január 10. | | Az Egyesült Államok nagykövete Svájcban (1996–1999) Az Egyesült Államok nagykövete Liechtensteinben (1997–1999)         | | |
| 77 | Howard B. Dean (1987–1991)                                                                                              | Madeleine M. Kunin | 1985. január 10. | 1991. január 10. | | Az Egyesült Államok nagykövete Svájcban (1996–1999) Az Egyesült Államok nagykövete Liechtensteinben (1997–1999)         | | |
| 78 | | Richard A. Snelling | 1991. január 10. | 1991. augusztus 13. | | | Széküresedés | Széküresedés |
| 79 | | Howard Dean | 1991. augusztus 13. | 2003. január 9. | | | Barbara W. Snelling(1993–1997)                                                                                          | |
| 79 | Douglas A. Racine (1997–2003)                                                                                           | Howard Dean | 1991. augusztus 13. | 2003. január 9. | | | | |
| 80 | | Jim Douglas | 2003. január 9. | 2011. január 6. | | | Brian E. Dubie | |
| 81 | | Peter Shumlin | 2011. január 6. | 2017. január 5. | | | Phil Scott | |
| 82 | | Phil Scott | 2017. január 5. | hivatalban | | | David Zuckerman | |
| 82 | Molly Gray | Phil Scott | 2017. január 5. | hivatalban | | | | |